# GP La Marseillaise 2010
De Grand Prix d'Ouverture La Marseillaise is een eendaagse wielerwedstrijd in en rondom de stad Marseille in het Franse departement Bouches-du-Rhône. De editie van 2010 werd gehouden op 31 januari en maakte deel uit van de UCI Europe Tour 2010. De wedstrijd werd gewonnen door de Fransman Jonathan Hivert.

## Uitslag
| Plaats  | Naam                | Ploeg                        | tijd     |
| ------- | ------------------- | ---------------------------- | -------- |
| Winnaar | Jonathan Hivert     | Saur-Sojasun                 | 3u34'02" |
| 2       | Johnny Hoogerland   | Vacansoleil Pro Cycling Team | z.t.     |
| 3       | Samuel Dumoulin     | Cofidis                      | z.t.     |
| 4       | Steven Cummings     | Team Sky                     | z.t.     |
| 5       | Rémy Di Grégorio    | Française des Jeux           | z.t      |
| 6       | Pieter Jacobs       | Topsport Vlaanderen-Mercator | z.t.     |
| 7       | Martial Ricci-Poggi | Landbouwkrediet              | +2"      |
| 8       | Brice Feillu        | Vacansoleil Pro Cycling Team | +5"      |
| 9       | Kalle Kriit         | Cofidis                      | z.t.     |
| 10      | Romain Feillu       | Vacansoleil Pro Cycling Team | +11"     |

1980 · 1981 · 1982 · 1983 · 1984 · 1985 · 1986 · 1987 · 1988 · 1989 · 1990 · 1991 · 1992 · 1993 · 1994 · 1995 · 1996 · 1997 · 1998 · 1999 · 2000 · 2001 · 2002 · 2003 · 2004 · 2005 · 2006 · 2007 · 2008 · 2009 · 2010 · 2011 · 2012 · 2013 · 2014 · 2015 · 2016 · 2017 · 2018 · 2019 · 2020 · 2021 · 2022 · 2023 · 2024 · 2025